# 플레시오사우루스
플레시오사우루스(그리스어: plesios, ~에 가까운 + sauros, 도마뱀)는 쥐라기 초기에 서식했던 최초의 수장룡이자 사경룡류 중 하나이며, 화석은 잉글랜드와 독일의 리아스에서 골격이 완벽하게 보존된 상태로 발견되었다.

## 특징

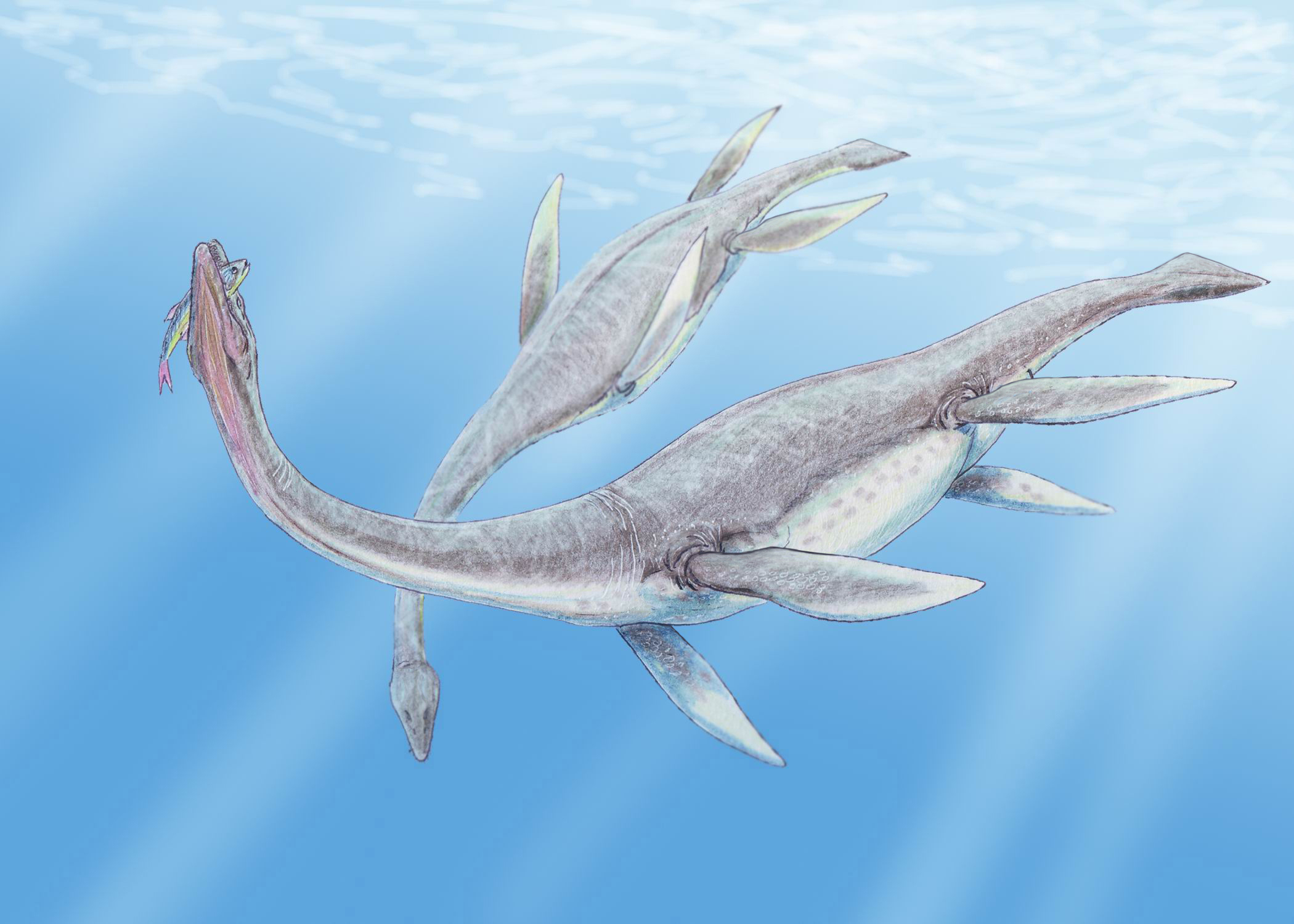
플레시오사우루스

플레시오사우루스의 몸길이는 3.4m, 몸무게는 185kg에 달했으며, 작은 머리, 길고 가냘픈 목, 거북처럼 광범위한 몸, 짧은 꼬리, 그리고 두 쌍의 큰 물갈퀴로 이루어져 있다. 또한, 목등뼈의 개수는 32개로, 엘라스모사우루스에 비해 목이 짧은 편이었다.

## 같이 보기
- 네스호의 괴물